# Шестой крестовый поход
Шестой крестовый поход — крестовый поход под руководством императора Священной Римской империи Фридриха II Гогенштауфена, состоявшийся в 1228—1229 годах. Фридрих II «принял крест» (дал обет отправиться в крестовый поход) ещё в 1215 году при избрании Римским королём, однако в течение десяти лет так и не выполнил его. Фридрих не принял участия в Пятом крестовом походе и был обвинён в его провале. Это привело к его отлучению от церкви. Шестой крестовый поход не был отмечен ни одним сражением — через семь лет после провала Пятого крестового похода Фридриху II путём переговоров удалось восстановить контроль христиан над Иерусалимом и рядом других областей на ближайшие пятнадцать лет. Это были последние годы, когда христиане владели святым городом.
Фридрих отправился в крестовый поход, находясь под отлучением и в конфликте с папой, что нарушало все принципы и идею крестового похода как поиска искупления грехов и примирения с церковью. Это вызвало усиление конфликта с папой. Кроме того, Фридрих обманом забрал титул короля Иерусалима у своего тестя Иоанна де Бриенна. Эти факторы привели к разорению папским войском во главе с Иоанном де Бриенном территорий Сицилийского королевства, принадлежавшего Фридриху, и ускорили его отъезд из Святой Земли. Шестой крестовый поход, в целом успешный, поскольку достиг главной цели — освобождения Иерусалима, церковью был оценён негативно.

## Предыстория
В IV веке византийский император Константин повелел соорудить храм над пещерой в Иерусалиме, в которую, как считают христиане, тело Иисуса Христа было положено после снятия с креста. Храм Гроба Господня и другие христианские святыни Святой земли являлись местами паломничества христиан из всех концов мира. В 638 году Византия навсегда потеряла Иерусалим, захваченный калифом Умаром. По соглашению патриарха Софрония с калифом, христианские святыни были сохранены, паломничество к ним христиан продолжалось. В правление калифа Аль-Хакима, согласно некоторым источникам, христианские святыни пострадали. В том числе был якобы разрушен Храм Гроба Господня.
В 1073 году Иерусалим попал в руки турок-сельджуков. Турки были поражены тем, что христианские церкви и монастыри процветают на мусульманских землях. Они уничтожили несколько церквей, убили духовенство и захватили паломников. Вскоре прямые преследования прекратились, поскольку паломники приносили немалый доход. Однако множество мелких правителей и нестабильность региона делали паломничество к святым местам сложной задачей.
В марте 1095 года состоялся собор в Пьяченце, на котором папа Урбан II принял посла византийского императора Алексея I Комнина, просящего о помощи против мусульман. 27 ноября того же года на Клермонском соборе Урбан II произнёс проповедь, призвав вырвать Святую землю силой из рук турок. Многие дали обет отправиться против неверных и нашили себе на плечо кресты, из-за чего и получили название «крестоносцев», а походы — «крестовых». Первый крестовый поход состоялся в 1096-99 годах и завершился захватом Иерусалима, в котором было вырезано всё население. В 1187 году Иерусалим был сдан Саладину после осады на условиях выхода жителей из города за выкуп. Последовавший за этим Третий крестовый поход (1189—1192) не привел к возврату Иерусалима христианам. Город оставался в руках Айюбидов. Участники Четвёртого крестового похода (1202—1204) даже не добрались до святой земли, они захватили Константинополь и разграбили его.

### Обет Фридриха. Пятый крестовый поход
Ещё при коронации королем римлян в Ахене 25 июля 1215 года Фридрих II обещал папе Иннокентию III отправиться в крестовый поход. Однако он всё время оттягивал выступление и, несмотря на то, что повторил обещание новому папе Гонорию III при своей коронации в Риме 22 ноября 1220 года, не отправился в Египет с армиями Пятого крестового похода ни в 1217, ни в 1220 году. Между папой и императором начались серьёзные разногласия из-за того, что Гонорий III, начавший подготовку Пятого крестового похода, провозгласил королём Константинополя не Фридриха, а Пьера де Куртенэ. Фридрих отправил в крестовый поход войска под командованием Людовика I, герцога Баварского, но ожидание его личного прибытия и излишняя самоуверенность заставили папского легата Пелагия (епископа Албанского) отклонить предложение айюбидского султана Аль-Камиля о восстановлении Иерусалимского королевства для крестоносцев в обмен на возвращение Дамиетты.
Крестовый поход закончился неудачей с потерей Дамиетты в 1221 году. Общественное мнение винило в поражении в основном легата Пелагия, но Гонорий III переложил вину на Фридриха, который так и не приехал в Святую землю. Оскорблённый Фридрих, отправивший в поход войско и регулярно снабжавший провизией воинов, в ответ стал обвинять Гонория и его предшественника во лжи. Однако путём переговоров их позиции сблизились. На встрече в Бриндизи в 1222 году Фридриху удалось убедить папу в своей невиновности в задержках. Император подтвердил свое намерение провести крестовый поход. Папа, император и король Иерусалимский договорились о начале подготовки нового крестового похода. Датой отправления флота было назначено 24 июня 1225 года.

### Брак с наследницей Иерусалимской короны

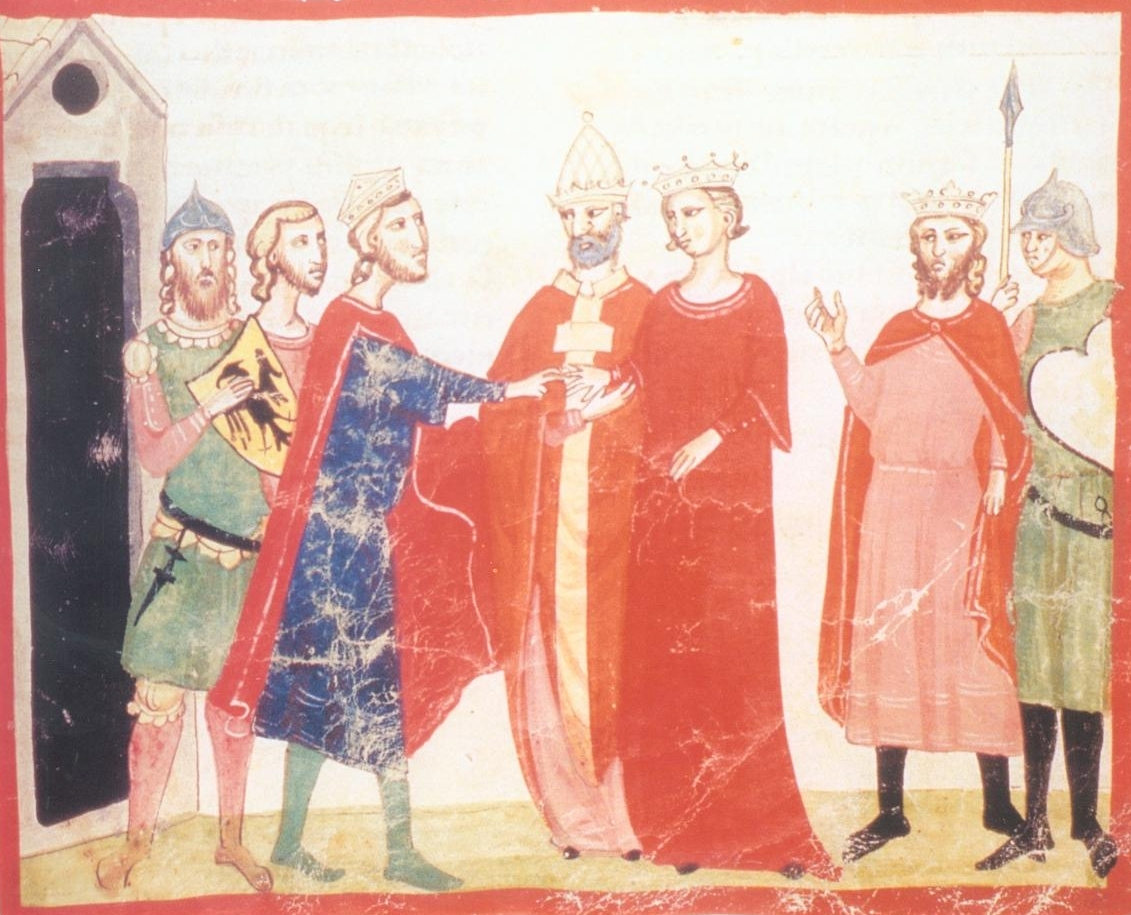
Свадьба Фридриха с Иолантой.
«Новая хроника»
Biblioteca Vaticana, ms. Chigiano L VIII 296,
Джованни Виллани

Жена Фридриха, Констанция Арагонская, умерла в Катании 23 июня 1222 года. На следующей встрече в 1223 году Гонорий предложил ему брак с 11-летней Иолантой, дочерью Иерусалимского короля Иоанна де Бриенна, чтобы подстегнуть интерес Фридриха к освобождению земель Иерусалимского королевства. Герман фон Зальца, магистр ордена тамплиеров, был первым, кто подсказал Гонорию мысль о пользе этого брака. Этот брак был одобрен магистрами орденов тамплиеров, госпитальеров и тевтонских рыцарей, Иерусалимским патриархом и иерусалимским королём — отцом невесты. Иоанн де Бриенн давал согласие неохотно. Его права на титул короля Иерусалима были приобретены путём брака с матерью Иоланты, и он претендовал на право править от имени дочери. Наличие сильного зятя ставило его права под вопрос, однако Фридрих пообещал ему, что не станет сам претендовать на королевский титул.
Иоанн де Бриенн объехал европейские страны с призывом от имени папы к крестовому походу. Его принимали с почётом, но не торопились давать средства или войска. Армия собиралась медленно, весной 1224 года она ещё не была готова, и Фридрих через посланников попросил Гонория ещё об одной отсрочке. Послами императора были Герман фон Зальца, Иоанн де Бриенн и Иерусалимский патриарх Рауль (Рудольф, Ральф) ди Меренкур. Чтобы избежать отлучения, Фридрих при личной встрече с папой в Сан-Джермано 25 июля 1225 года, через десять лет после своего первого обета, опять заверил Гонория в своём непоколебимом стремлении отправиться в поход. Папа потребовал гарантий. По Сан-Джерманскому договору Фридрих обязался отплыть в поход 15 августа 1227 года и вести войну не менее двух лет. В течение этого периода он также должен был или содержать в Сирии 1000 рыцарей за свой счет или заплатить 50 марок каждому солдату, готовому попасть в число этих бойцов. Он согласился снарядить пятьдесят оснащённых галер и сто транспортных судов, достаточных для перевозки 2000 вооруженных людей с тремя лошадьми для каждого вместе с их оруженосцами и слугами. В качестве обеспечения своего слова он передавал 100 000 унций золота посредникам (Герман фон Зальца, Иоанн де Бриенн, Рауль ди Меренкур) несколькими траншами. Эти деньги должны были быть возвращены ему по прибытии в Акко. В случае, если он не сможет отправиться в крестовый поход или погибнет, деньги должны были быть конфискованы. Фридрих соглашался быть отлучённым в случае нарушения им договора. Подписав документ, Фридрих направился на север, чтобы подготовиться к крестовому походу. Одновременно он послал флот в Акру, где было проведено предварительное венчание с Иолантой Иерусалимской. Жениха замещал архиепископ Джакомо ди Патти. Вскоре Иоланта, как достигшая совершеннолетия, была коронована в Тире и отплыла в Италию. 9 ноября 1225 года в соборе Бриндизи Фридрих лично обвенчался с Иолантой.

## Подготовка к походу. Отлучение Фридриха
В 1225 году, после согласия отправиться в крестовый поход, Фридрих созвал имперский сейм в Кремоне, главном проимперском городе Ломбардии: одними из основных были вопросы организация крестового похода и восстановление имперской власти. 6 марта 1226 года испуганные этим антиимперские города Болонья, Брешиа, Мантуя, Падуя, Виченца и Тревизо договорились в Милане о восстановлении Ломбардской лиги. Пьяченца, Верона, Алессандрия и Фаэнца присоединились к лиге чуть позже. Веронцы блокировали альпийские перевалы и перекрыли дорогу в Кремону сыну Фридриха, Генриху, правившему в Германии, и князьям из северной части империи. Эти события стали отправной точкой для десятилетий конфликта. Фридрих заявил, что отменяет Констанцский мир 1183 года. С 1226 года папа принял участие как посредник в урегулировании этого конфликта. Первое решение папы от 5 января 1227 года предусматривало, что города лиги должны снарядить 400 рыцарей в предстоящий крестовый поход в качестве компенсации за оскорбление императора. Ломбардия должна была вернуться под управление императора. Фридрих же должен был продемонстрировать символическое подчинение папе.
Проблемы в империи задерживали отъезд Фридриха в крестовый поход. Несмотря на свои обещания, после брака в ноябре 1225 года на Иоланте, наследнице Иерусалимского королевства, Фридрих сразу же объявил себя королём Иерусалимским, а его новый тесть, Иоанн оказался лишён титула. Иоанн был возмущен и пожаловался папе на императора. Гонорий написал Фридриху, осуждая его действия, но ничего не мог предпринять. Несмотря на свой обман, Фридрих имел право требовать корону Иерусалима как муж Иоланты. Гонорий III умер 18 марта 1227 года. Его преемник, Григорий IX (1227—1241), тоже стремился увидеть, как Фридрих выполнит свой обет. В энциклике, объявляя о своем избрании, Григорий призвал Европу присоединиться к походу и предупреждал Фридриха об отлучении в случае невыполнения обета и на этот раз. Войско крестоносцев пополнялось из всей Европы за исключением Франции, поскольку Людовик VIII возглавил очередной поход на Лангедок против Раймунда VII Тулузского.

В 1227 году лето было жарким, с обеспечением водой армии и толп паломников были проблемы, и многие крестоносцы заболели. Большая часть рыцарей отправилась по домам. В августе флот крестоносцев отплыл в Святую землю из Бриндизи, но многие заболели, в том числе и сам император, поэтому через три дня после отплытия они высадились в порту Отранто для лечения. Фридрих послал послов к Григорию IX, чтобы объяснить задержку крестового похода и подтвердить свое намерение присоединиться к остальным крестоносцам в следующем году. Он объяснял это тем, что был вынужден вернуться из-за эпидемии (возможно, чумы). Роджер Вендоверский, летописец того времени, писал:
Император  отправился к Средиземному морю и отплыл с небольшой свитой, но через три дня плавания в Святую Землю он сказал, что его внезапно одолели болезнь и нездоровый климат, повернул и высадился там же, где отправлялся.
Но папа уже не верил Фридриху. Григорий IX был в ярости, он проклял Фридриха, обвинив его во всевозможных преступлениях, включая убийство жены. Император был осужден согласно его собственной подписи под договором в Сан-Джермано, и 29 сентября 1227 года Григорий отлучил Фридриха от церкви. Фридрих же в ответ в письмах европейским монархам обвинял папу в корыстолюбии.
Многие хронисты — современники Фридриха сомневались в реальности болезни императора, но их отношение может быть объяснено их пропапской позицией. Маловероятно, что болезнь Фридриха была выдуманной, поскольку один из сопровождавших его, герцог Тюрингский, умер вскоре после выхода из порта. Среди умерших был Сигфридо, епископ Августы. Даже магистр Тевтонского ордена Герман фон Зальца рекомендовал Фридриху вернуться на материк для выздоровления.

## Крестовый поход

### Предварительные переговоры с Аль-Камилем. Начало похода

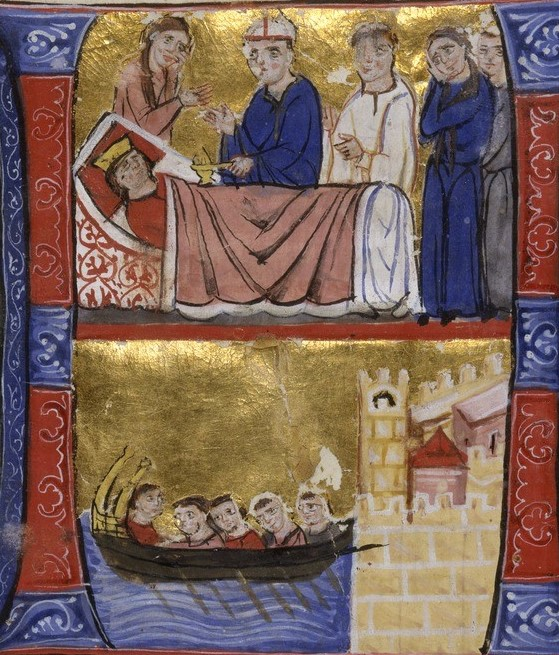
Смерть Иоланты.
«История», BNF, Français 2628, fol. 313
Вильгельм Тирский

Султан Египта Аль-Камиль и его брат, султан Дамаска Аль-Муаззам, объединившись для отпора крестоносцам во время Пятого крестового похода, по его окончании разорвали союз. В 1226 году Аль-Камиль отправил эмира Фахреддина посланником к Фридриху. Фахреддин прибыл ко двору императора с богатыми дарами, и они быстро договорились. Султан Египта предлагал императору Иерусалим (находившийся в руках султана Дамаска) в обмен на то, чтобы очередной крестовый поход миновал Египет и обратился в сторону Дамаска. Предложение заинтересовало Фридриха, и летом 1227 года он отправил Берардо, архиепископа Палермо, и Томмазо д’Аквино, великого юстициария Сицилийского королевства, в Египет и Дамаск для уточнения обстоятельств и разведки обстановки. Посланник Фридриха побывал в Дамаске у Аль-Муаззама, чтобы узнать, будет ли встречное предложение. Султан, по словам египетского историографа Аль-Макризи, ответил: «Скажи своему хозяину, что у меня для него только меч». О переговорах императора и Аль-Камиля европейские монархи не знали.
Папа пытался помешать отправлению Фридриха в Святую землю и отправил к нему легатов, которых Фридрих проигнорировал. Весной Фридрих снова задержал свой отъезд до рождения сына. Тот родился 25 апреля 1228 года, но Иоланта во время родов умерла. Иоанн де Бриенн, лишившийся королевства и дочери, стал самым непримиримым врагом Фридриха и поступил на службу папе. После смерти Иоланты Фридрих претендовал на трон уже не как муж наследницы, а как регент Конрада. Только сам Конрад мог быть королём, но Фридрих проигнорировал и это. В апреле 1228 года он отправил маршала Риккардо Филанджери с отрядом из 500 рыцарей в Сирию. Сам император снова отплыл из Бриндизи 28 июня 1228 года с небольшим флотом из сорока кораблей, сопровождаемый несколькими сотнями рыцарей. Судя по размерам его флота, Фридриха сопровождало около 3 тысяч солдат. Папа Григорий IX рассматривал это действие как провокацию, поскольку Фридрих, будучи отлученным от церкви, не имел права проводить крестовый поход, и вторично отлучил императора, называя его «нечестивым монархом».
Вместо того, чтобы отправиться прямо к Святой земле, император сначала посетил Кипр. Трехнедельный путь привел флот в гавань Лимасола. Визит императора на Кипр не был случайным, это была попытка укрепить свой статус правителя королевства крестоносцев на Востоке и возможность создать военно-морскую базу для Священной Римской империи. В сентябре 1228 года произошло столкновение между Фридрихом и знатью Кипра. Император решил избавиться от своих главных соперников, Ибелинов, бывших крупнейшими землевладельцами как в Иерусалимском королевстве, так и на Кипре. В дворце Ибелинов в Лимасоле император потребовал от главы рода, Жана Ибелина, отдать город Бейрут и доходы от налогов на Кипре. Ибелины стянули силы на острове, но не желали вступать в военную конфронтацию с императором. Фридрих, со своей стороны, тоже находился в сомнительном и шатком положении из-за отлучения. Конфликт ничем не завершился, однако в перспективе этот спор лишил императора ценного сторонника в лице Ибелинов. В итоге стороны заключили перемирие, по которому крепости острова перешли к Конраду, недавно рождённому сыну Фридриха, а налоги к самому императору.

### Приём императора на Святой земле
2 сентября 1228 года Фридрих II покинул Кипр и 7 сентября прибыл в Акру. Несмотря на конфликт с семьей Ибелина, обладавшего значительным авторитетом в Иерусалимском королевстве, императора и его спутников радостно приветствовали. Однако вскоре прибыли папские посланники, известившие жителей об отлучении императора и о папском запрете иметь дела с Фридрихом. Местные бароны сначала приветствовали Фридриха, но вскоре стали опасаться его стремлений к централизации и желанию навязать императорскую власть. Сыграл свою роль в нарастании неприязни к императору и его спор с Жаном Ибелином. Положение госпитальеров и тамплиеров было ещё более сложным. Поддержав крестовый поход, они при этом отказались непосредственно присоединиться к армии императора. С этого времени Фридрих не получал от местных властей никакой помощи. Более того, желание избавиться от Фридриха было так сильно, что тамплиеры, узнав, что Фридрих поехал купаться в Иордане, сообщили об этом Аль-Камилю. Поскольку им не было известно о тайных переговорах Фридриха и Аль-Камиля, тамплиеры считали египетского султана врагом Гогенштауфена и советовали ему, как лучше схватить императора. Однако Аль-Камиль переслал послание предателей Фридриху. «Это верность христиан!» — воскликнул он, поражённый вероломством тех, кто носил крест.

### Переговоры с Аль-Камилем

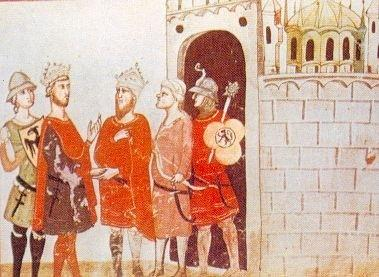
Встреча Фридриха с аль Камилем.
«Новая хроника»,
Biblioteca Vaticana, ms. Chigiano L VIII 296, f. 75r
Джованни Виллани

Аль-Камиль, которого в 1226 году беспокоила перспектива возможной войны с его родственниками, правившими Сирией и Месопотамией, хотел избежать дальнейших конфликтов с христианами, по крайней мере, до тех пор, пока его внутренние соперники не будут разбиты. Однако летом 1228 года положение Аль-Камиля существенно укрепилось. Его брат и главный соперник Аль-Муаззам, правивший в Дамаске, умер. Хотя Аль-Камиль ожидал войны за Дамаск с племянником, ситуация изменилась и было неясно, станет ли египетский султан выполнять данные Фридриху обещания и сохранять верность договорённостям, достигнутым в прошлом году. Переговоры были длительными и велись тайно от христиан в Яффе, завершившись в январе. Договор, заключенный 18 февраля 1229 года, гарантировал перемирие на десять лет. Также оговаривалось, что Купол Скалы и мечеть аль-Акса должны оставаться под контролем мусульман, Фридриху II было запрещено договором восстанавливать укрепления Иерусалима. Помимо Иерусалима, Фридрих II получил от египтян Назарет, Сидон, Яффу и Вифлеем. 11 февраля император созвал совет рыцарей королевства и сообщил им о деталях договора. Практически все остальные крестоносцы, в том числе тамплиеры и госпитальеры, осудили эту сделку как политическую уловку со стороны Фридриха, чтобы вернуть себе королевство, предав общее дело крестоносцев.

### Корона короля Иерусалима
Вскоре после подписания соглашения император отправился в Иерусалим, и большинство крестоносцев последовало за ним. В субботу, 17 марта, паломники прибыли к разрушенным стенам Иерусалима. У ворот города стоял кади Наблуса, который передал императору ключи от города.
Кади из Наблуса Шамс ад-Дин благословенной памяти рассказывал мне:
«Я занял свое место рядом с ним, как султан аль-Малик аль-Камиль приказал мне, и вошел вместе с ним на Священную территорию, где он осмотрел нижние святилища. Затем я отправился с ним к аль-Аксе, которой он восхитился, так же как и Куполом Скалы. Когда мы пришли к михрабу, он восхищался его красотой и высоко оценил кафедру, на которую поднялся. Когда он спустился, он взял меня за руку, и мы пошли в сторону аль-Аксы».Ибн Васил
На следующий день, в воскресенье, 18 марта 1229 года, император Фридрих II, одетый в королевскую одежду, отправился в Храм Гроба Господня. Местные бароны в большинстве не признавали право Фредерика на корону его сына. Рыцари орденов госпитальеров и тамплиеров на церемонию не явились, были только тевтонские рыцари. Фридрих II лично возложил себе на голову корону Иерусалимского королевства. Неизвестно, в каком статусе он был коронован. Существует дискуссия относительно того, была ли коронация вообще, поскольку письмо, написанное Фридрихом в Англию Генриху III, подразумевает, что корона, которую он водрузил на свою собственную голову, была короной Священной Римской империи. Джеральд Лозаннский, латинский патриарх Иерусалима, не присутствовал на церемонии, как и прочие представители духовенства. На следующий день прибыл епископ Кесарийский, чтобы наложить на город интердикт по приказу патриарха.
Император провел встречу в Иерусалиме с главами военных орденов, которым он предложил план действий по восстановлению укреплений Иерусалима. Руководители орденов, которые не хотели нарушать приказы папы и в то же время стремились к миру в Иерусалиме, запросили время на обдумывание ответа. Император, потерявший терпение, приказал своим солдатам собирать силой пожертвования с паломников для финансирования укреплений города и отправился в Акру утром 19 марта с ещё одним проклятием.

### Конец крестового похода
25 марта император Фридрих II прибыл в Акру. Конфликт между императором и местной знатью перерос в гражданскую войну, известную как война с ломбардцами, настоящие сражения произошли в городе Акре и на Кипре. Таким образом, император, сумев добиться взаимопонимания в переговорах с мусульманами, не смог найти общий язык с католической церковью.

Григорий IX в Италии предпринял меры, целью которых было ослабить позиции императора. За время отсутствия Фридриха Иоанн де Бриенн во главе папских войск провёл ряд успешных набегов на земли Сицилийского королевства. Император понимал, что больше не может оставаться на Святой земле. После подписания ряда административных указов и отказа от дискуссии по Кипру и Бейруту император был готов покинуть Иерусалимское королевство. В конце апреля 1229 года корабли императора прибыли за ним в Акру. Рано утром 1 мая 1229 года Фридрих со свитой направился к гавани. Он надеялся тайно выскользнуть из города, но его процессию заметили, и люди начали выкрикивать проклятия, забрасывая императора всяческим мусором. Так Фридрих покинул берега Леванта. Филипп Наваррский, летописец этого периода, написал:
Император покинул Акру [после заключения перемирия], ненавидимый, проклинаемый и поносимый.

## Итоги
Фридрих II и его сын Конрад, несмотря на их права на Иерусалимскую корону, более никогда не приезжали на Святую землю. Государство крестоносцев оставалось без короля или королевы. Дальнейшие попытки Фридриха править Иерусалимским королевством были встречены сопротивлением со стороны баронов во главе с Жаном Ибелином, правителем Бейрута. В середине 1230-х годов наместник Фридриха был выслан из Акры, столицы королевства. В 1244 году армия из Хорезма, призванная султаном Айюбом, взяла Иерусалим и истребила христианское войско близ Газы. Но опыт Фридриха II продемонстрировал, что крестовый поход может быть успешным даже без военного превосходства. Более того, он создал прецедент, добившись успеха в крестовом походе без папского участия. В то время как бескровное возвращение Фридрихом Иерусалима принесло ему большой престиж, его решение совершить крестовый поход во время интердикта вызвало враждебность Церкви. В 1230 году папа снял отлучение с Фридриха по договору в Сан-Джермано, но это решение было принято по целому ряду причин, связанных с политической ситуацией в Европе.
В целом этот крестовый поход, возможно, первый успешный со времен Первого крестового похода, был оценён негативно из-за того, что Фридрих провёл переговоры без поддержки церкви. Он оставил королевство в Леванте разрываемым между его ставленниками и местной знатью в гражданской войне.
Шестой крестовый поход был первым, который был организован силами одного монарха. Дальнейшие крестовые походы уже также организовывались отдельными правителями, такими как Людовик IX и Эдуард I, что наглядно демонстрировало угасание папской власти.

## В культуре
- События Шестого крестового похода находятся в центре сюжета исторического романа Феликса Дана «Крестоносцы. История из тринадцатого века» (Die Kreuzfahrer. Erzählung aus dem dreizehnten Jahrhundert, 1884).